# Perizonium
Perizonium, též perizoma, (z řečtiny : περίζωμα, „peri“ = kolem, „zoma“ = rouška, pruh) je tkanina, která sloužila ve starověku jako spodní prádlo. Byl to pruh látky, který se protáhl mezi nohama a zavázal u pasu. Nejstarší zmínka sahá zpět do mínojské civilizace na ostrově Kréta.

## Ukřižování Krista
Perizonium se také nazývá Saint Pagne nebo bederní rouška čistoty a označuje kus látky, která sloužila ke skrytí nahoty Ježíše Nazaretského na kříži. Římané ale ukřižovali odsouzence nahé a neexistuje důkaz, že Ježíš byl výjimkou. Z Nikodémova evangelia vyplývá, že Ježíš byl nahý a perizonium je vynálezem umělců, kteří ho začali zobrazovat až od 8. století, aby skryli nahotu Ježíše a zachovali cudnost.
Podle Bible sloužilo perizonium k zakrytí nahoty Evy a Adama, když byli vyhnáni z Ráje. U Evy bylo přechodným řešením, ale muži ho užívali jako spodní prádlo ve všech kulturách v oblasti Středomoří. Ostatky perizonia Ježíše se údajně uchovávají v relikviáři Marienschrein v katedrále v Cáchách. Části perizonia se údajně nacházejí také v katedrále Aix-la-Chapelle, další v roce 876 převedl Karel II. Holý do královského opatství Saint-Denis.

## Perizonium v umění
Zobrazení perizonia v malířství a sochařství se od raného středověku proměňovalo a tvar a řasení bederní roušky Krista slouží k přesnější dataci díla.

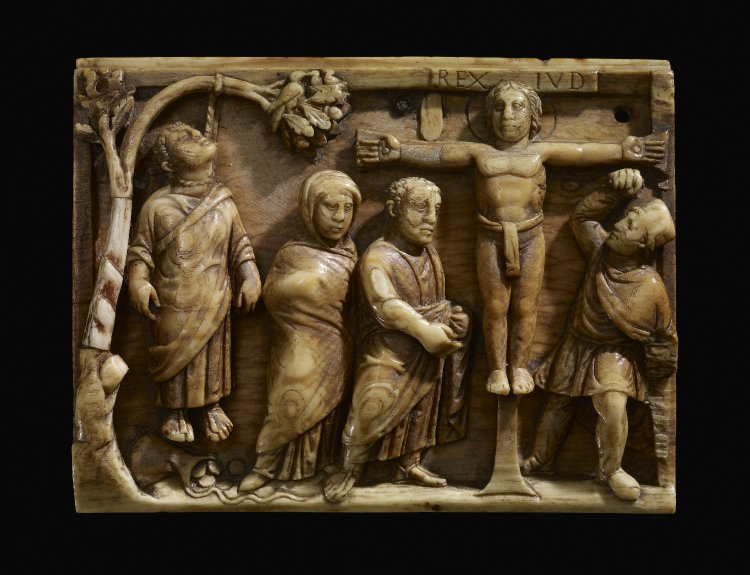
Ukřižování na slonovině (420-430), British Museum
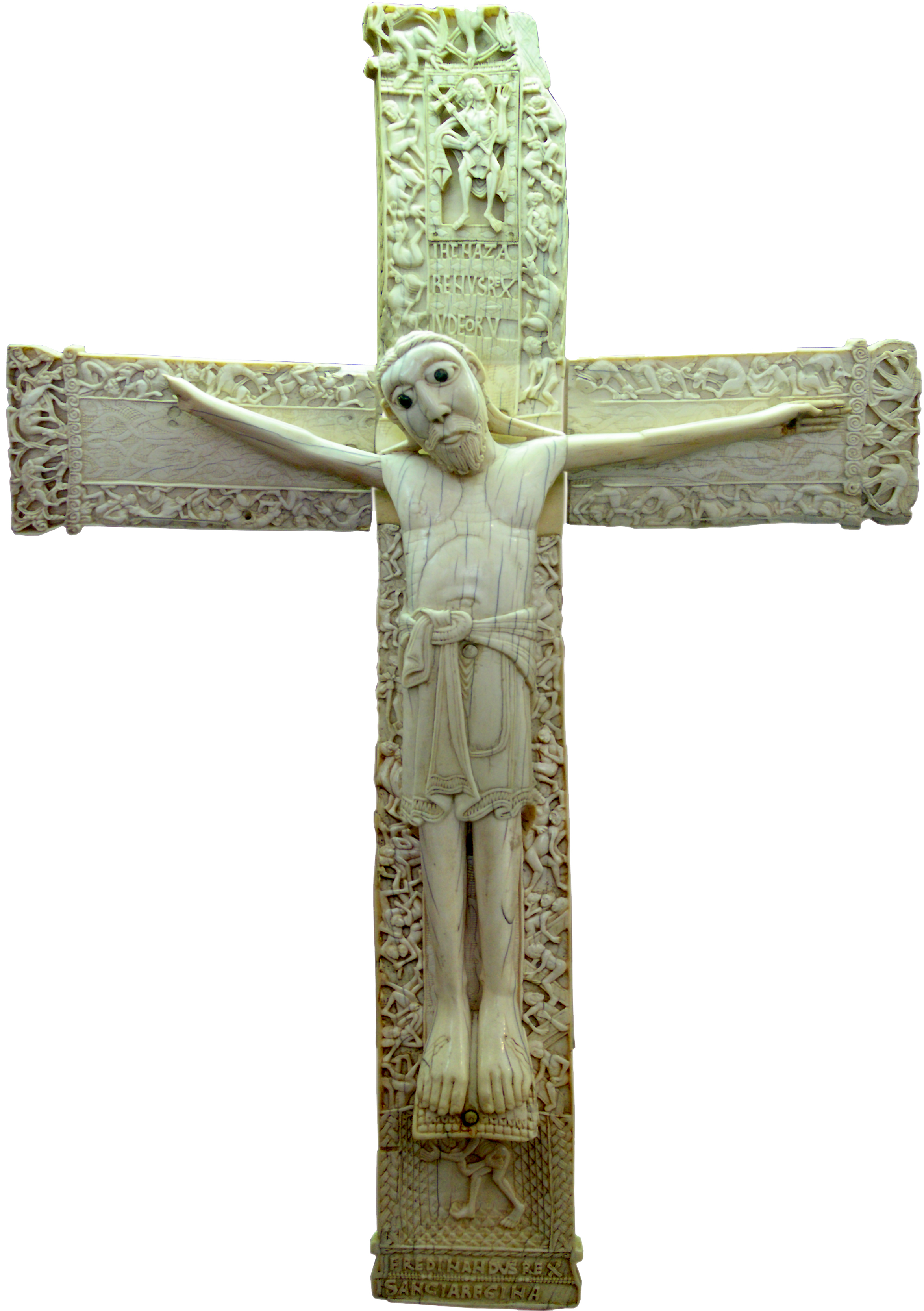
románský Krucifix (1063), Musée archéologique national de Madrid
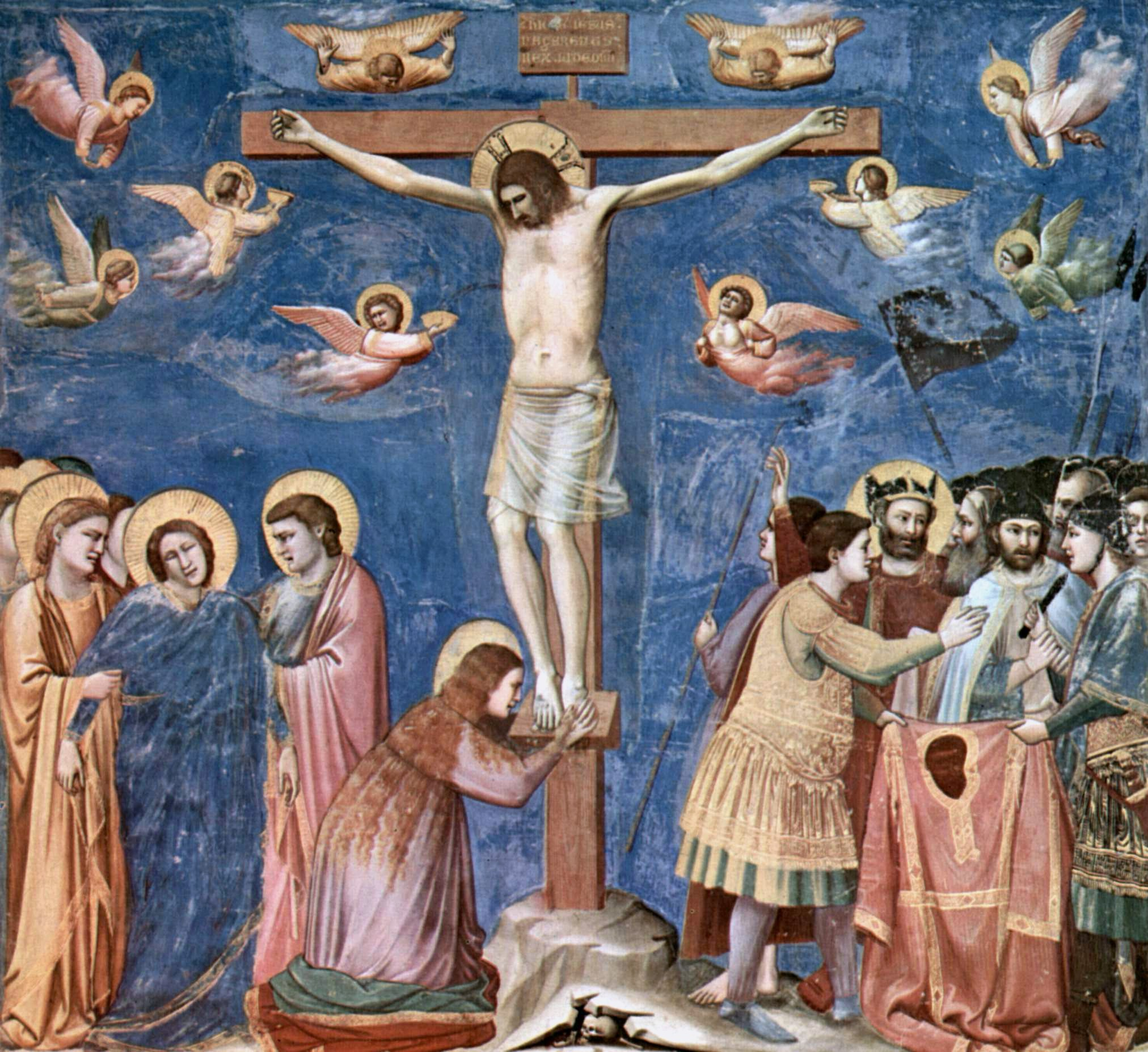
Ukřižování (kolem 1300), Giotto di Bondone
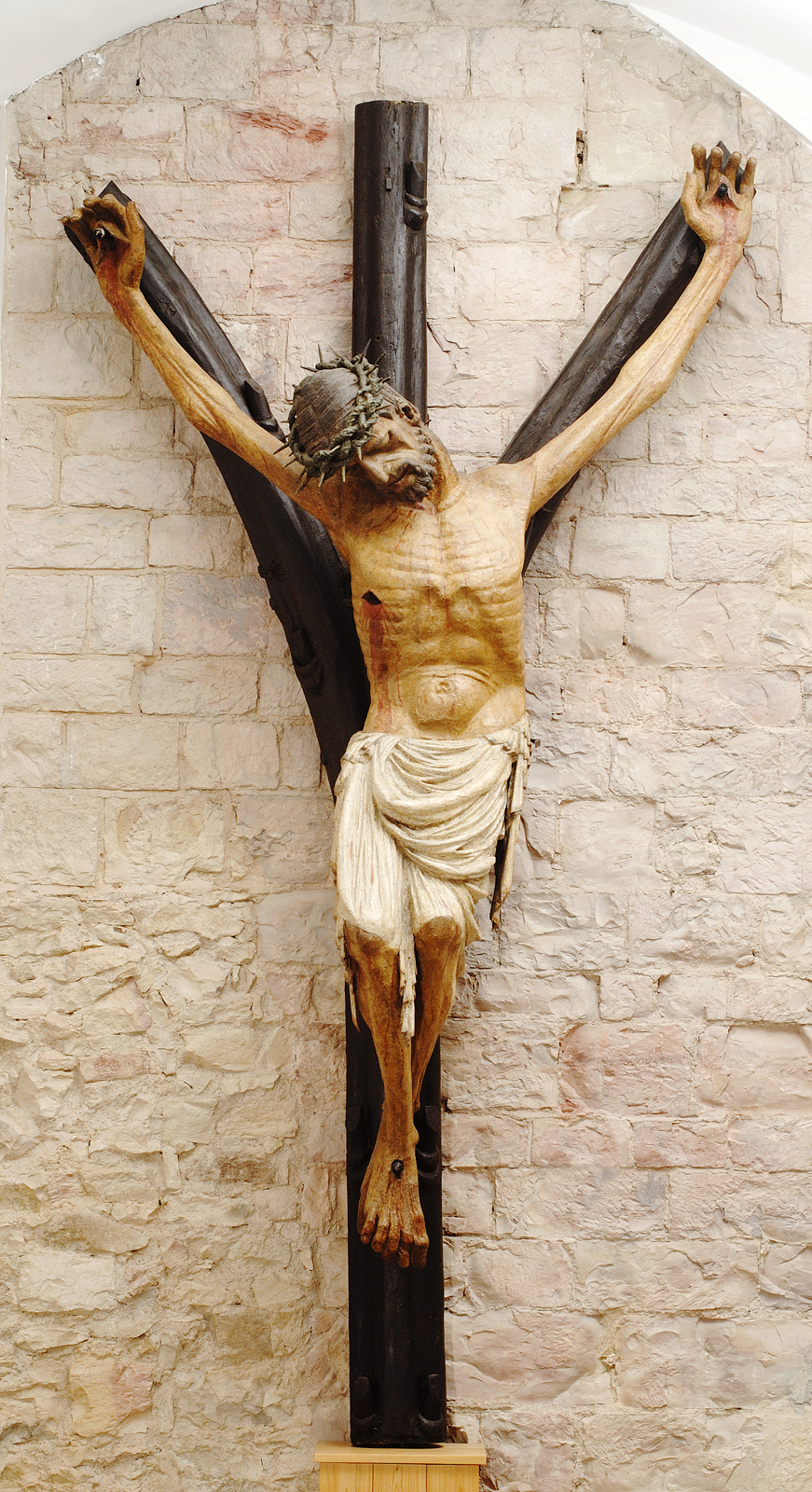
Přemyslovský krucifix (1. pol. 14. stol.), Královská kanonie premonstrátů na Strahově
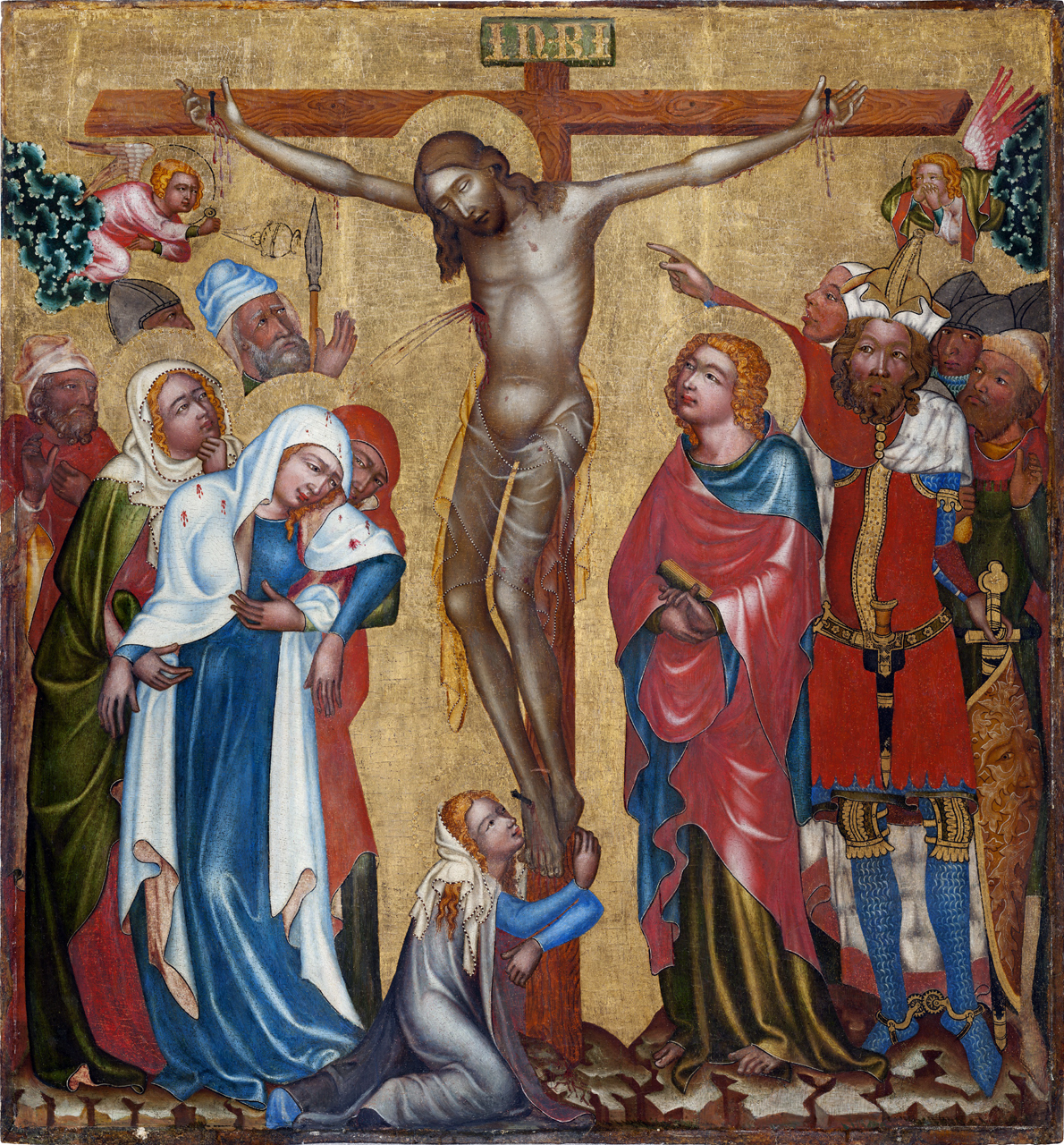
Vyšebrodský cyklus - Ukřižování (1345-1350), Národní galerie v Praze
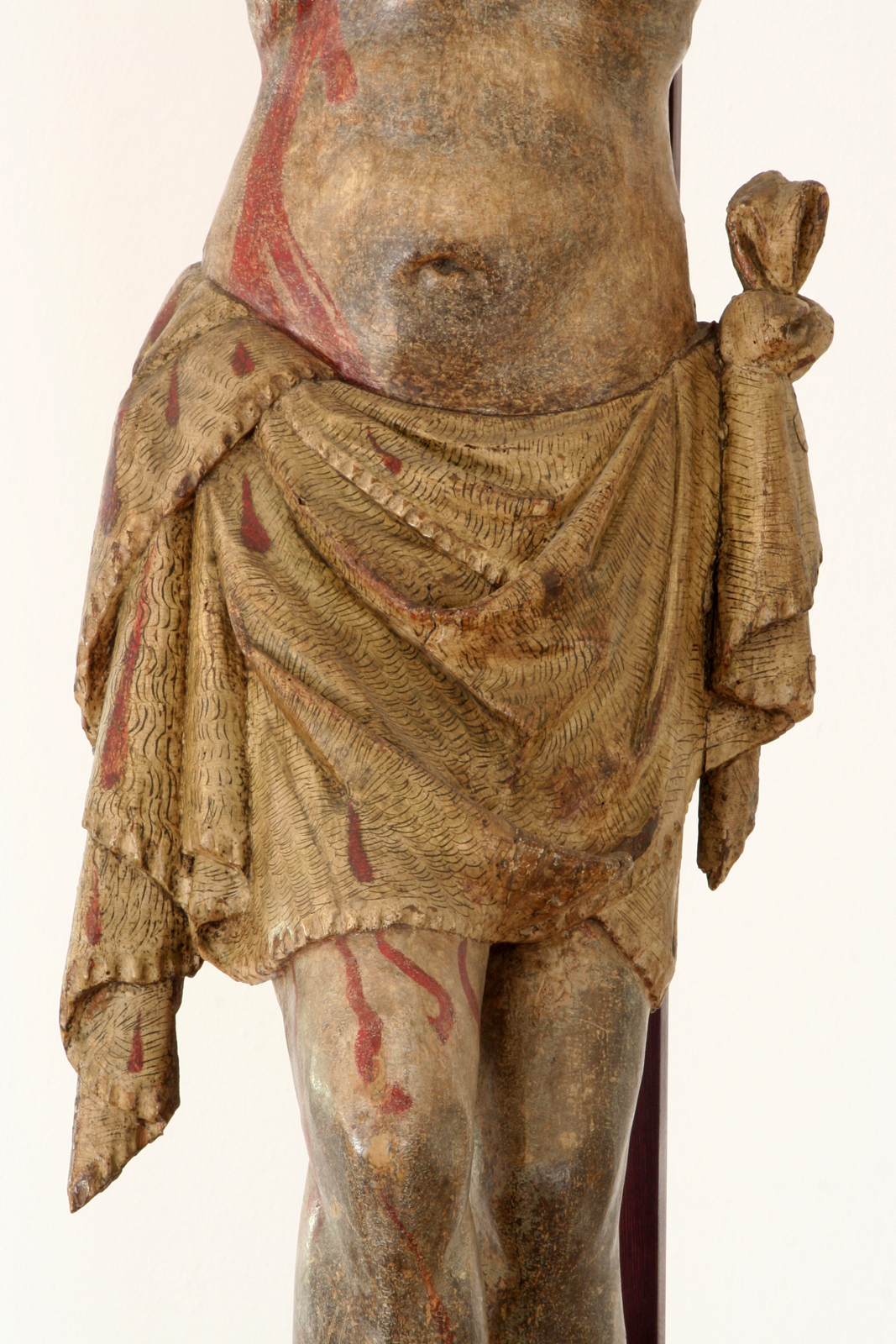
Ukřižovaný z Třeboně (1380), detail perizonia, Alšova jihočeská galerie v Hluboké nad Vltavou
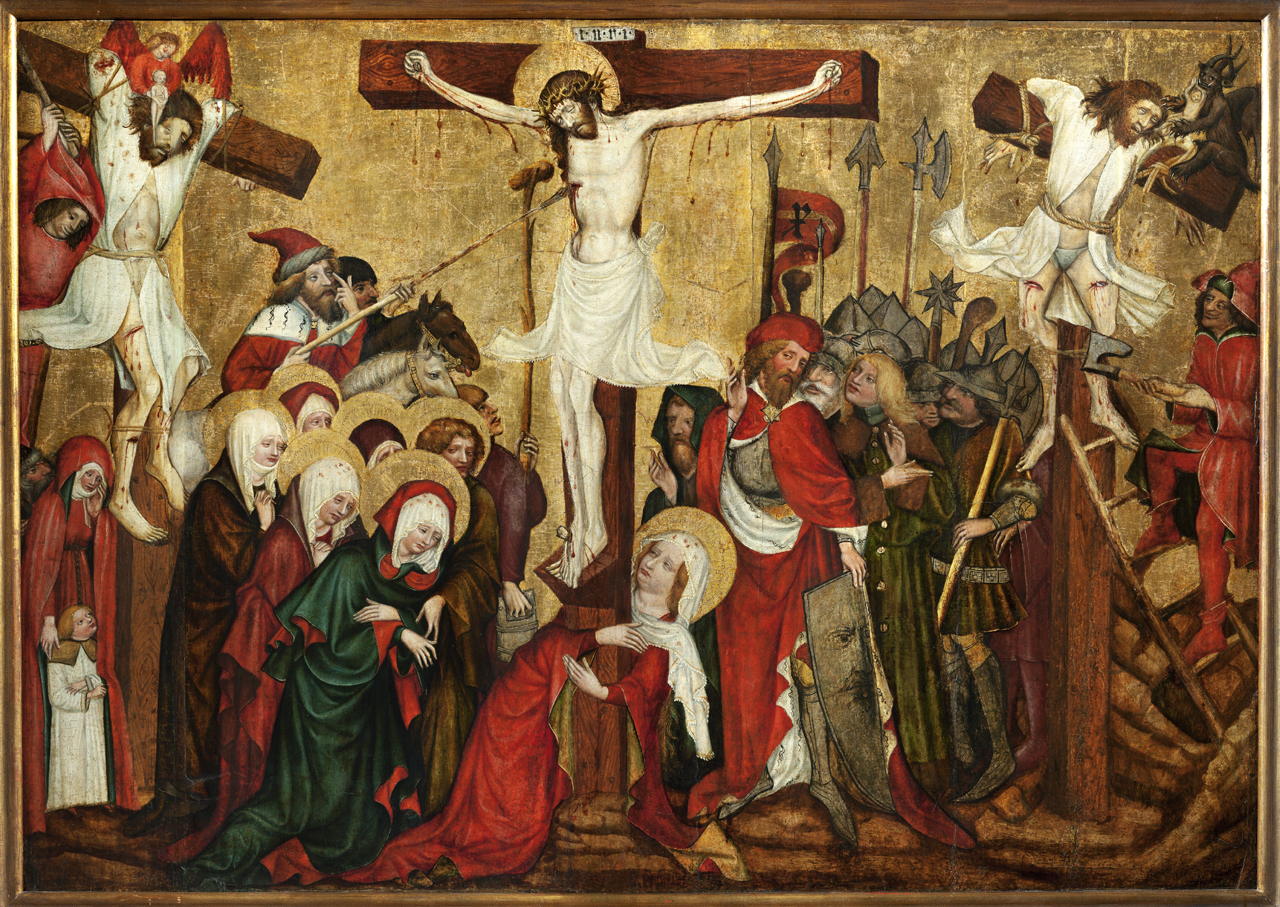
Ukřižování z Nových Sadů (1420), Mistr Rajhradského oltáře, Národní galerie v Praze
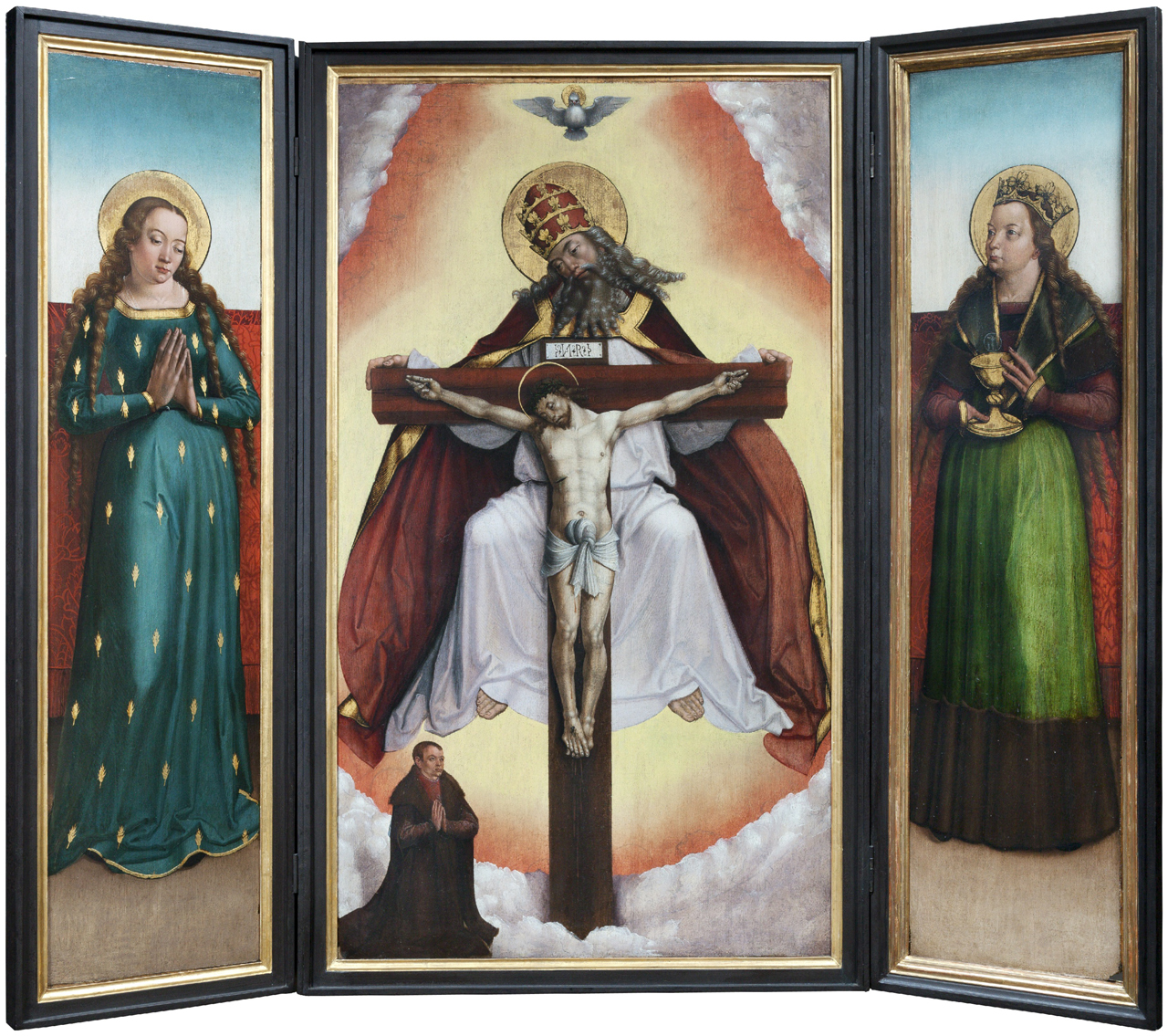
Oltář s Nejsvětější Trojicí, Mistr Litoměřického oltáře, Národní galerie v Praze
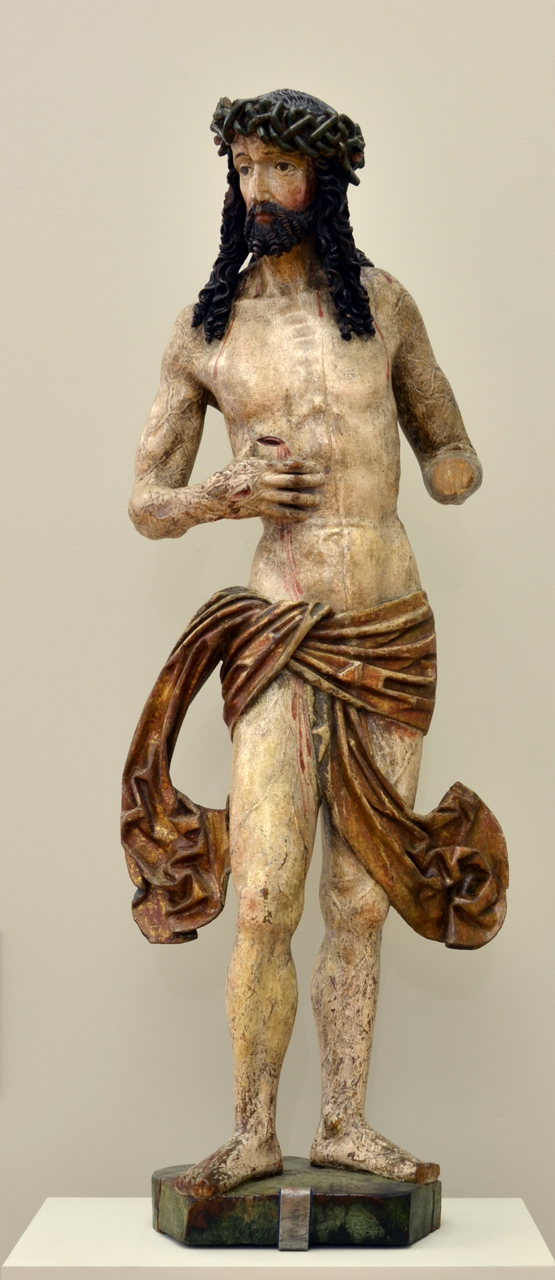
Bolestný Kristus z Č. Budějovic (kolem 1515), Alšova jihočeská galerie v Hluboké nad Vltavou
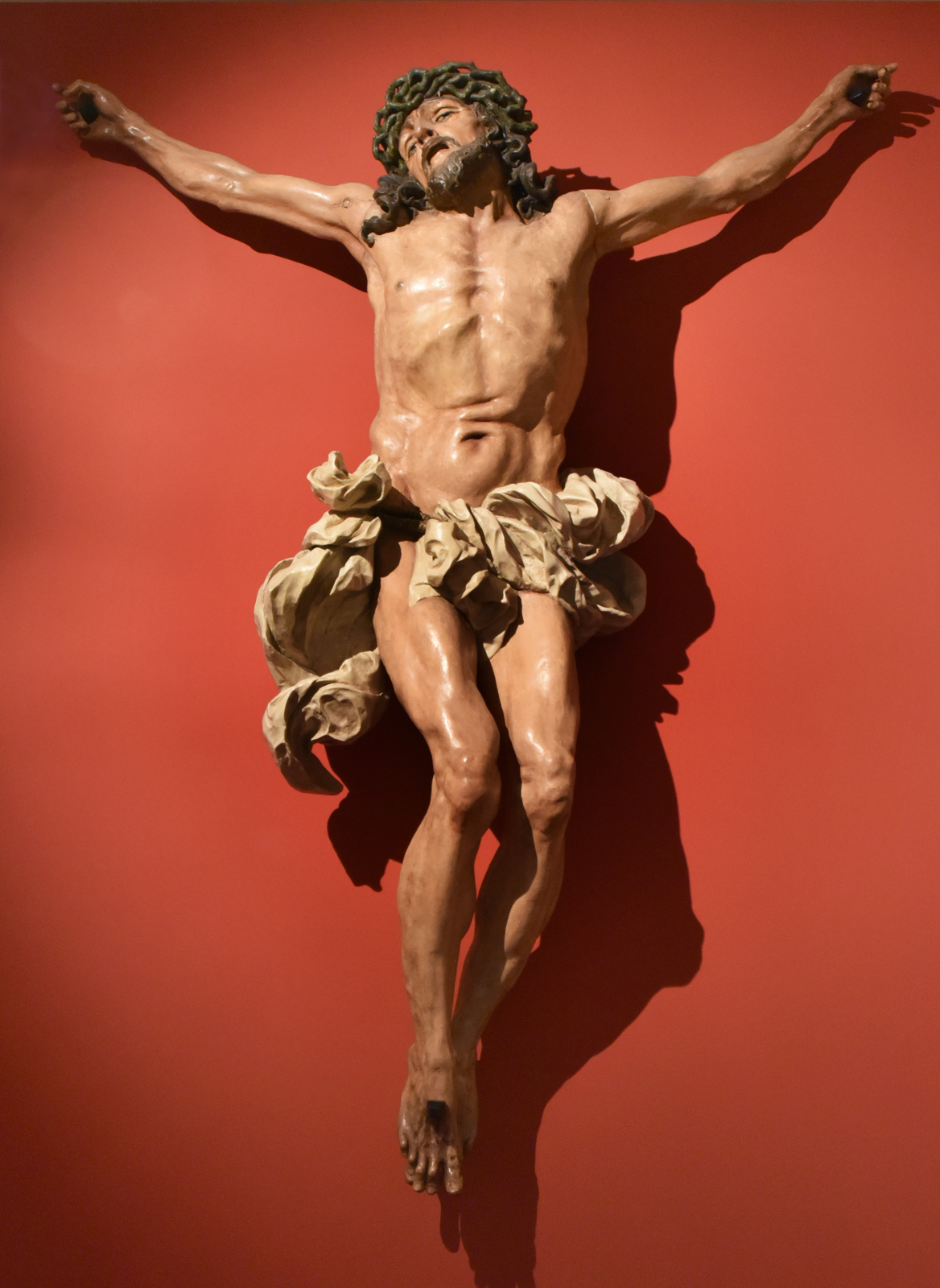
Matyáš Bernard Braun, Ukřižovaný (po 1720), Národní galerie v Praze